# Frank Wilrycx
Pour les articles homonymes, voir Wilrycx.
Frank Wilrycx, né le 25 avril 1965 à Turnhout est un homme politique belge flamand, membre de OpenVLD.
Il est licencié en sciences économiques appliquées; chef d'entreprise.

## Fonctions politiques
- Ancien conseiller provincial (Anvers)
- Bourgmestre de Merksplas (2000- )
- Député fédéral :
  - depuis le 7 décembre 2011 au 25 mai 2014 en remplacement d'Annemie Turtelboom, ministre, empêchée
  - depuis le 25 juillet 2014 en remplacement de Annemie Turtelboom, ministre flamande, empêchée
  - depuis le 3 mai 2018 en remplacement de Annemie Turtelboom.